# Deiscência (medicina)
Na medicina, Deiscência é a abertura de suturas.
, uma separação da camada de aponeurose durante o período pós-operatório. É detectada pelo extravasamento de secreção serosa sanguinolenta pela ferida, podendo ser parcial, com alguns centímetros de abertura ou completa, permitindo a saída de órgãos através da ferida operatória, chamada evisceração. Esta é resultante da incapacidade de manter a camada aponeurótica fechada devido à deficiência de vitamina C (ácido ascórbico) , tratamento com algumas drogas, como corticóides e penicilinas, tabagismo, cirurgias contaminadas e infectadas, pressão excessiva e contínua em área da lesão, presença de trauma e edema, esforço físico precoce, entre outros. 